# Giacinto Menotti Serrati
Giacinto Menotti Serrati, född 25 november 1872 i Spotorno, död 10 maj 1926 i Asso, var en italiensk kommunistisk politiker.
Serrati greps och dömdes flera gånger mellan 1893 och 1897, emigrerade därefter och bosatte sig 1904 i Schweiz. Han återvände till Italien 1911 och efter att han blivit ledamot Italienska socialistpartiets (PSI) ledning, ersatte han 1914 Benito Mussolini som chefredaktör för Avanti!.
Serrati var internationalist under första världskriget och deltog i den socialistiska Zimmerwaldkonferensen 1915 och den andra Zimmerwaldkonferensen i Kiental 1916. År 1917 tog han ställning för bolsjevikernas maktövertagande. Han var för att PSI skulle ansluta sig till Tredje internationalen (Komintern).
Efter första världskriget ledde Serrati den maximalistiska falangen inom PSI. Maximalisterna hade övergivit den reformism som PSI stod för före och under kriget, och istället övergått till en mer radikal inställning och att följa det ryska revolutionära exemplet. Antonio Gramscis gruppering Ordine Nuovo med bas i Turin var av samma åsikt, vilket gjorde att ledande reformister som Filippo Turati blev isolerade inom PSI. Maximalisterna slog sig ihop med Italienska kommunistpartiet (PCI) 1924.